# Дейвид Гланц
Дейвид Гланц (на английски: David Glantz) е американски военен историк, полковник от Въоръжените сили на САЩ, издател на списанието „The Journal of Slavic Military Studies“.
Роден е на 11 януари 1942 година в Порт Честър, щата Ню Йорк. От 1963 година служи в армията, завършва история във Вирджинския военен институт и Севернокаролинския университет – Чапъл Хил. През 1993 година се уволнява от армията със звание полковник. През следващите години издава редица книги по военна история, най-вече за Източния фронт през Втората световна война.